# Klakkur (bergstopp i Island, Västlandet, lat 64,57, long -20,48)
Klakkur är en bergstopp i republiken Island. Den ligger i regionen Västlandet, 80 km nordost om huvudstaden Reykjavík. Toppen på Klakkur är 995 meter över havet.
Trakten runt Klakkur är nära nog obefolkad, med mindre än två invånare per kvadratkilometer. Det finns inga samhällen i närheten. Trakten runt Klakkur är permanent täckt av is och snö.